# Nivchiska
Nivchiska (eller giljakiska, eget namn: нивхгу диф, nivchgu dif) är ett isolatspråk som talas av nivcherna på ön Sachalin och längs med Amurfloden i Ryssland. Nivchiska är ett paleosibiriskt språk.
Nivchiska har två huvuddialekter: amurdialekten, sachalindialekten. Skillnaden mellan de två dialekterna är så pass stor att vissa lingvister har velat klassificera dem som två olika språk inom en liten nivchisk språkfamilj. Nivchiska kan därför anses vara ett makrospråk.
Sachalinnivchiska uppskattas ha ca 300 och amurnivchiska mindre än 500 talare.
Språket kan skrivas med kyrilliska och latinska alfabeten.

## Grammatik
Nivchiska är mycket syntetiskt, med många kasus samt andra grammatiska markörer, dock utan genus. Ordföljden i normala påståendesatser är: subjekt, objekt, verb (SOV).